# Natação com obstáculos
Natação com Obstáculos é uma modalidade que faz parte do Pentatlo aeronáutico.
A prova de 200 metros Nado Livre com obstáculos fez parte dos Jogos Olímpicos de Paris-1900. Ela também faz parte dos Jogos Mundiais, desde 1985.

## Jogos Olímpicos de Paris-1900
Uma única vez - nos Jogos Olímpicos - um evento da natação com obstáculos (200metros nado livre) foi realizado. A prova foi disputada nos dias 11 (semifinal) e 12 de agosto (final) com 12 nadadores de 5 países.
A prova compunha-se de três obstáculos ao longo do percurso de 200m. Os nadadores tiveram que passar por cima dos dois primeiros (um poste e uma fileira de barcos), e passar por debaixo do terceiro (outra linha de barcos).

### Semifinais
A primeira fase do evento era composta de três chaves de semifinal. Os dois melhores de cada chave avançavam para a final e outros três melhores tempos, somando-se todos os grupos, também garantiam os nadadores na final.

### Resultados da Final Olímpica
| Pos. | Nadador           | País         | Tempo  |
| ---- | ----------------- | ------------ | ------ |
|      | Frederick Lane    | Austrália    | 2:38.4 |
|      | Otto Wahle        | Áustria      | 2:40.0 |
|      | Peter Kemp        | Grã-Bretanha | 2:47.4 |
| 4    | Karl Ruberl       | Áustria      | 2:51.2 |
| 5    | F. Stapleton      | Grã-Bretanha | 2:55.0 |
| 6    | William Henry     | Grã-Bretanha | 2:58.0 |
| 7    | Maurice Hochepied | França       | 2:58.0 |
| 8    | Verbecke          | França       | 3:08.4 |
| 9    | Bertrand          | França       | 3:17.0 |
| 10   | Louis Marc        | França       | 3:30.6 |

## Resultados nosJogos Mundiais
| Games          | Ouro                       | Prata                     | Bronze                   |
| -------------- | -------------------------- | ------------------------- | ------------------------ |
| 1985 London    | Roberto Bonnani (ITA)      | Manfred Köder (FRG)       | Miguel Cruz (ESP)        |
| 1989 Karlsruhe | Manfred Köder (FRG)        | Pierre-Charles Cocu (FRA) | Pietro Voltan (ITA)      |
| 1993 Den Haag  | Bart Reymen (BEL)          | Burkhard Hole (GER)       | Maurizio Gentili (ITA)   |
| 1997 Lahti     | Bart Reymen (BEL)          | Hans Bylemans (BEL)       | Alessandro Giraldo (ITA) |
| 2001 Akita     | Roel Jansen (BEL)          | Stephen Short (AUS)       | Germano Proietti (ITA)   |
| 2005 Duisburg  | Pierre-Yves Romanini (BEL) | Lutz Heimann (GER)        | Guillem Riand (FRA)      |
| 2009 Kaohsiung | Zhang Enjian (CHN)         | Federico Pinotti (ITA)    | Benjamin Bilski (GER)    |